# Millis
Millis – miasto w Stanach Zjednoczonych, w stanie Massachusetts, w hrabstwie Norfolk.